# William Dobson
William Dobson (Londres, 1611 - Londres, 1646) fou un retratista i el millor pintor anglès anterior a William Hogarth. Va ser el pintor de Carles I, després de van Dyck, retratà figures reialistes durant la Guerra Civil, però morí als 35 anys sense influència destacable. Segons John Aubrey, fou el millor pintor anglès, amb un estil venecià de cromatisme ric i retrats directes; se'n conserven 60 obres i dues no retratístiques.

## Obres destacades
- Sir Edward Nicholas (circa 1645)
- Sir Simon Fanshawe  (circa 1645)
- Mary Done
- Endymion Porter (c. 1642-1645)
- John Byron
- Sir Richard Fanshawe
- The Executioner with the Head of John the Baptist (c. 1640-1643)
- Thomas Hobbes (dècada del 1640)
- Rest on the Flight into Egypt with Saint George
- Portrait of an Officer (circa 1645)
- Inigo Jones (circa 1642)
- Sir Richard Willis
- Inigo Jones (circa 1644)
- Portrait of a Woman (1645)
- Portrait of a Musician (circa 1644)
- Richard Neville (circa 1643)
- Portrait of an Old and a Younger Man (1643)
- Portrait of an Unknown Officer with a Page (1642)
- Portrait of a Royalist (circa 1643)
- Sir Edward Dering
- Sir Edward Walker (circa 1645)
- John Thurloe
- Isaac Pennington
- Portrait of the Artist's Wife (circa 1635-1640)
- Charles I
- Colonel Berry (1640)
- Rachel Wriothesley (circa 1645-1650)
- Dr Robert South
- Robert Buxton
- Lord Bernard Stuart (circa 1639)
- Sir Charles Lucas
- John Tufton
- Matthew Locke
- William Cavendish, Duke of Newcastle (1643)
- Henry Ireton
- Portrait of a Gentleman in Armour
- Abraham van der Doort
- John Hampden (circa 1640)
- Nicholas Rainton (circa 1643)
- James Stuart, Earl of Darnley
- John Hingston
- John Rushworth
- James Compton, 3rd Earl of Northampton
- The Marquis of Montrose[4]

## Galeria

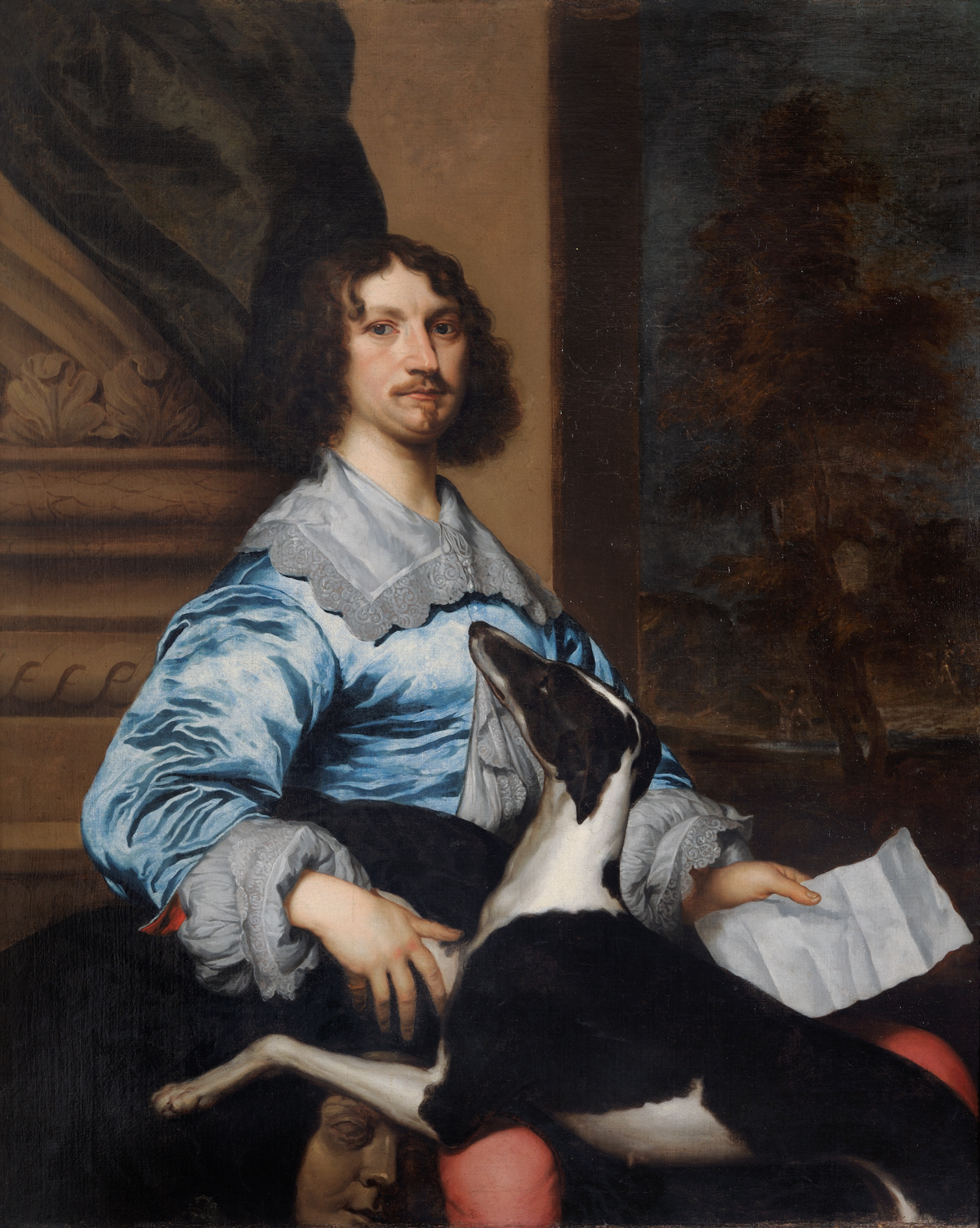
Portrait of diplomat and author Sir Richard Fanshawe
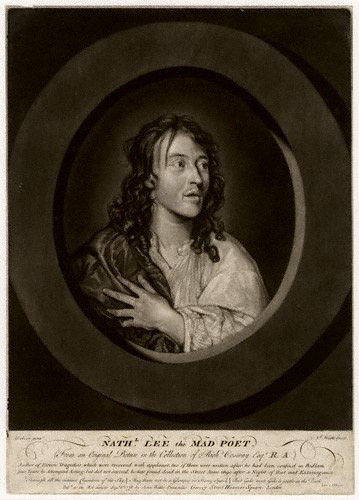
Retrat de Nathaniel Lee
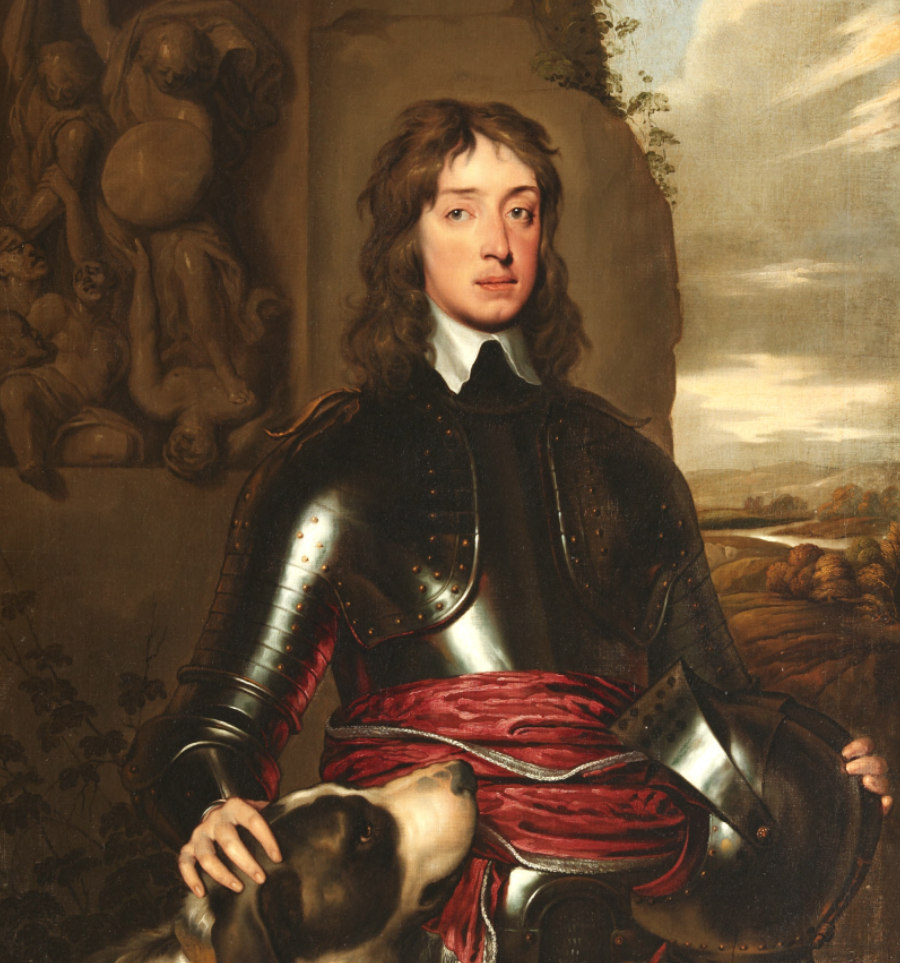
Portrait of James Compton, 3rd Earl of Northampton
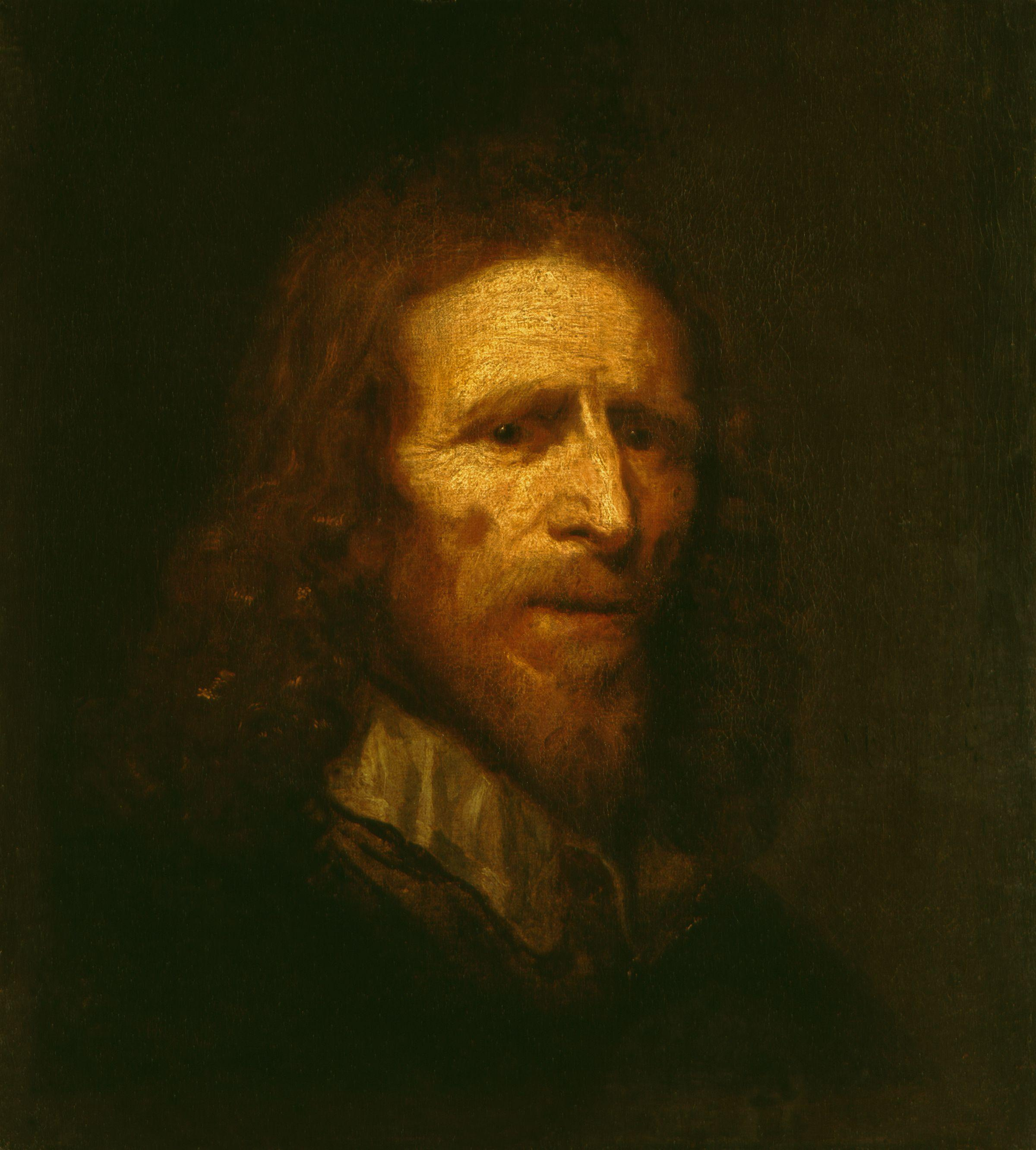
Abraham Van Der Doort
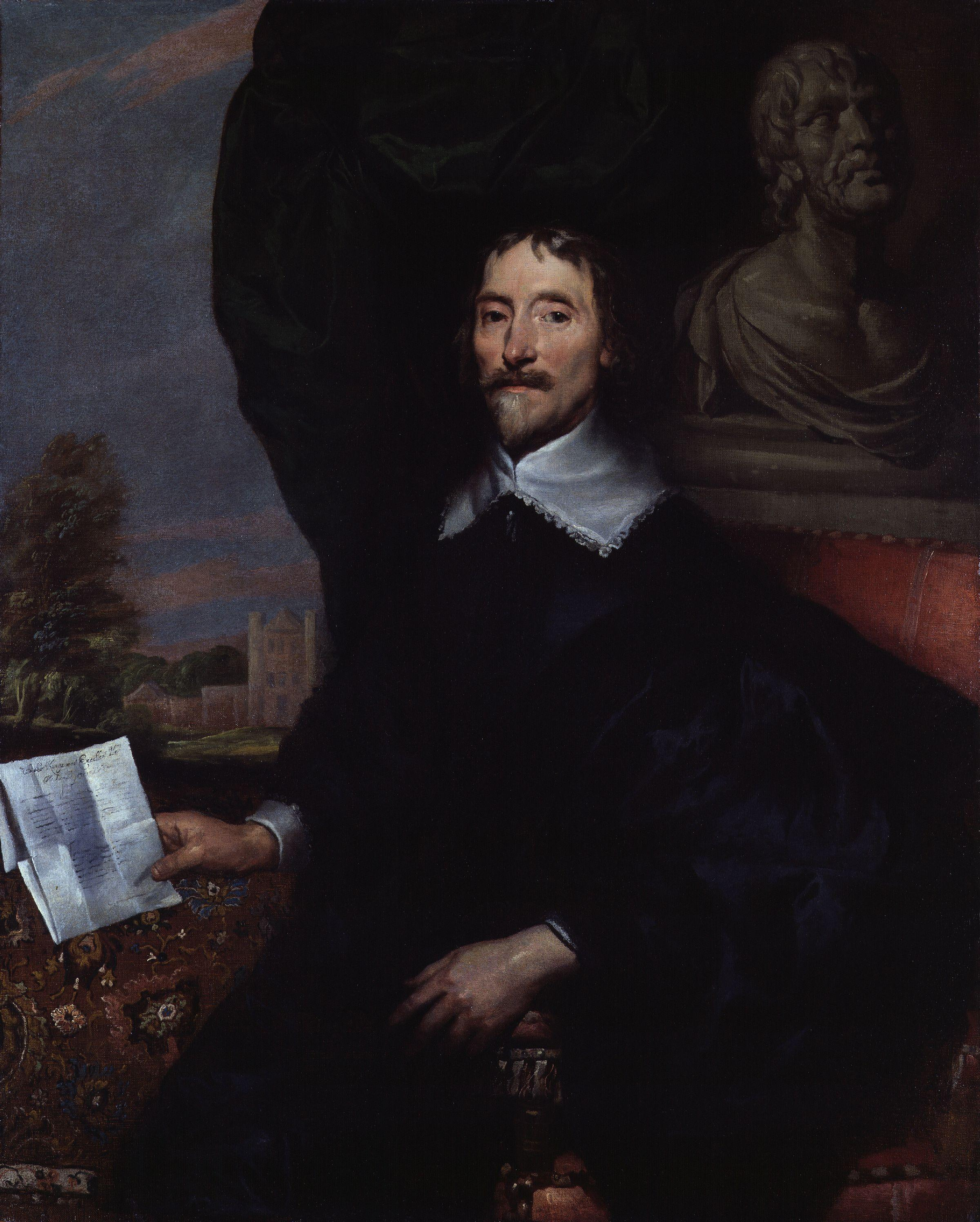
Sir Thomas Aylesbury
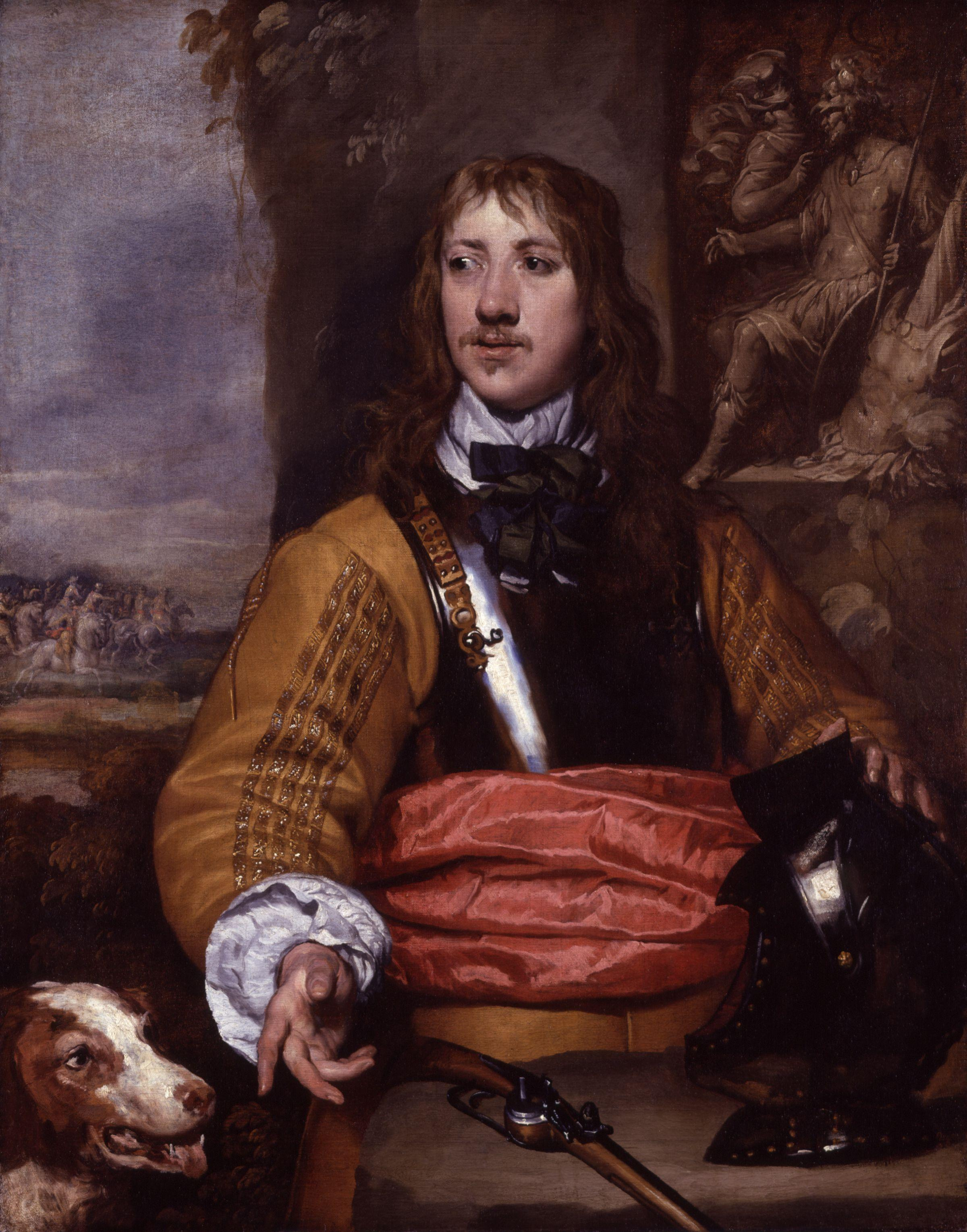
Richard Neville
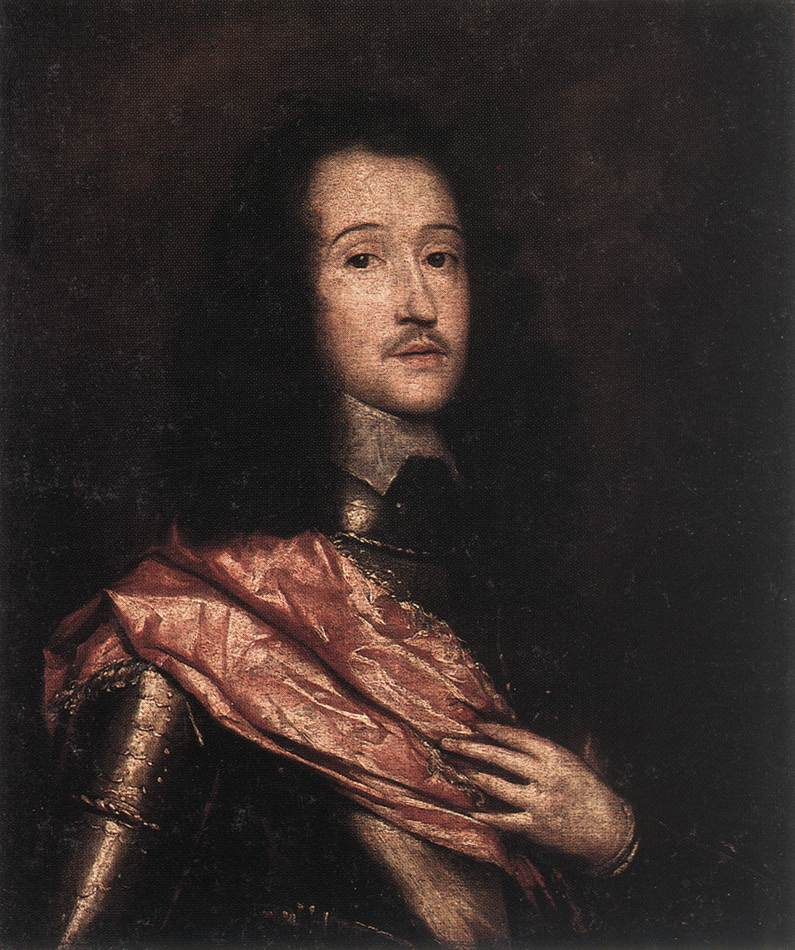
Richard Lovelace
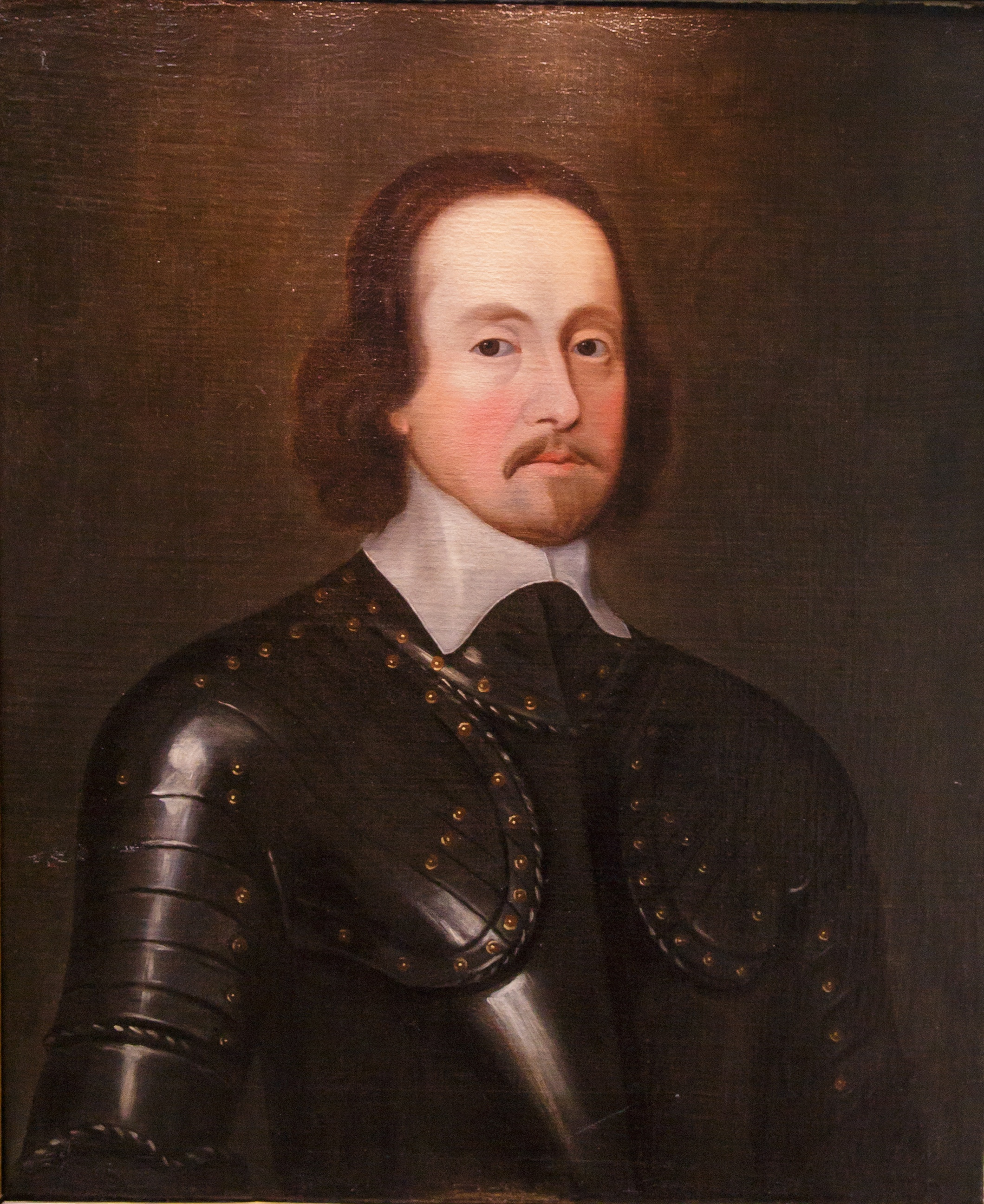
Sir Charles Coote, 2nd Baronet
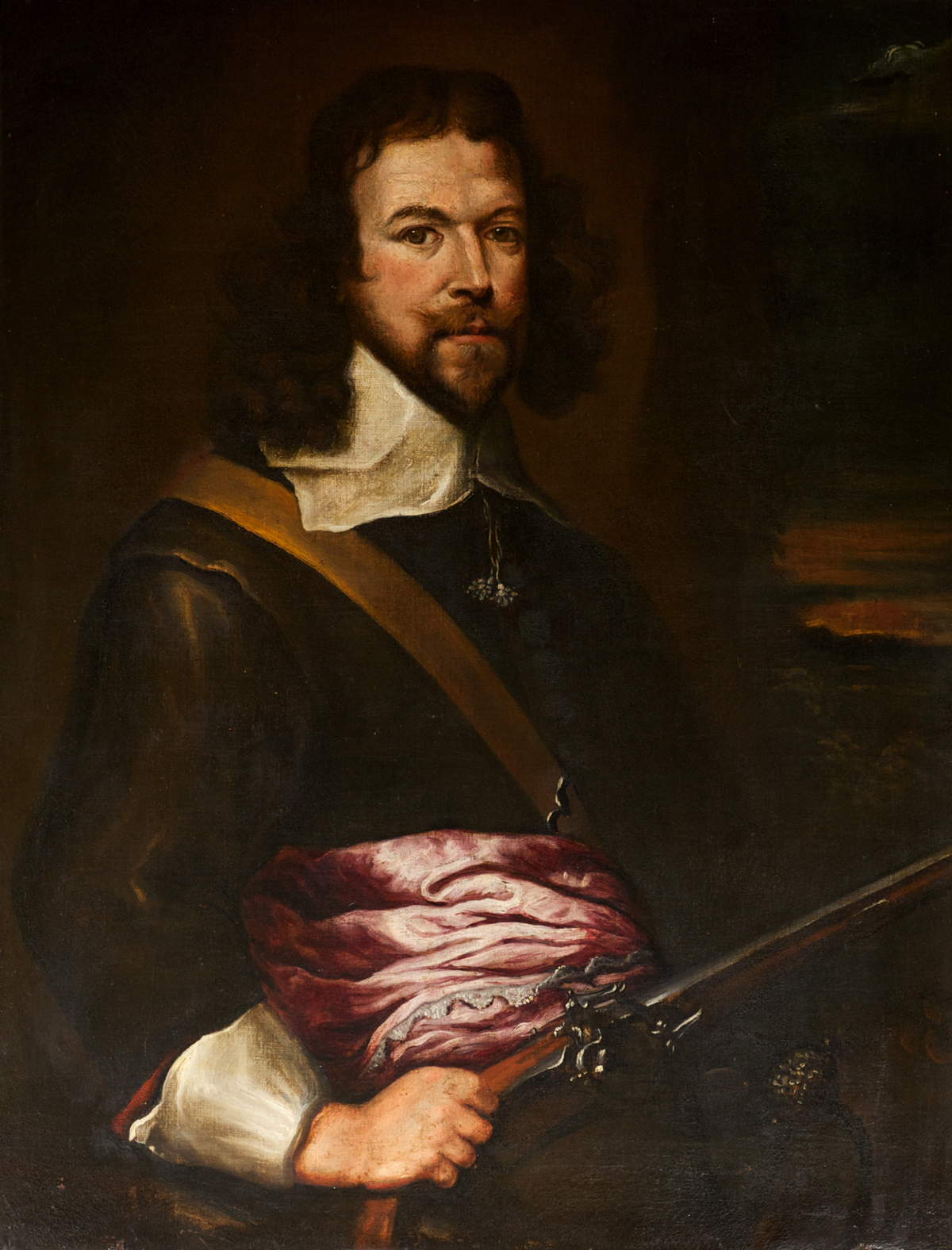
Sir Edward Dering
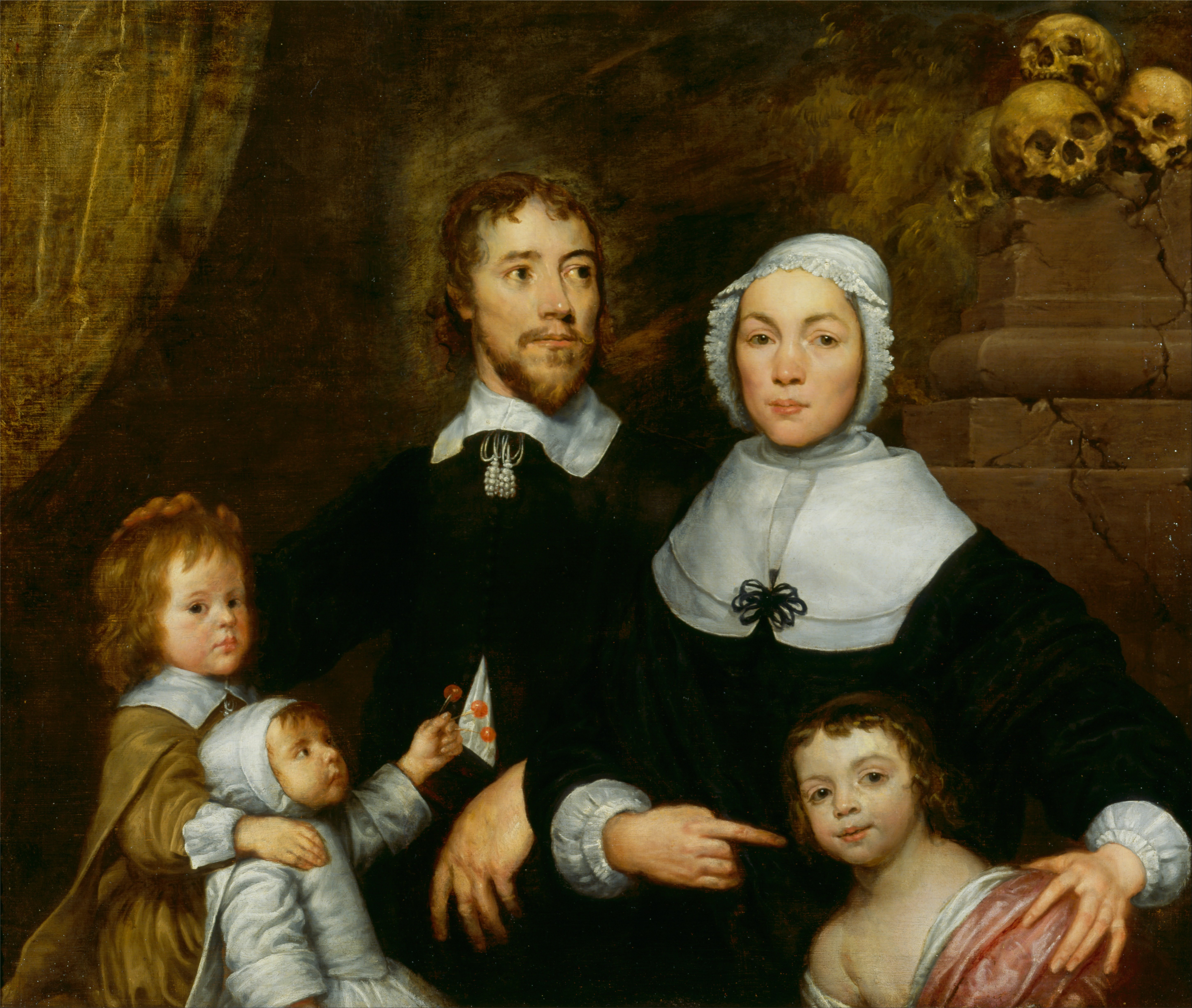
Portrait of a Family, Probably that of Richard Streatfeild
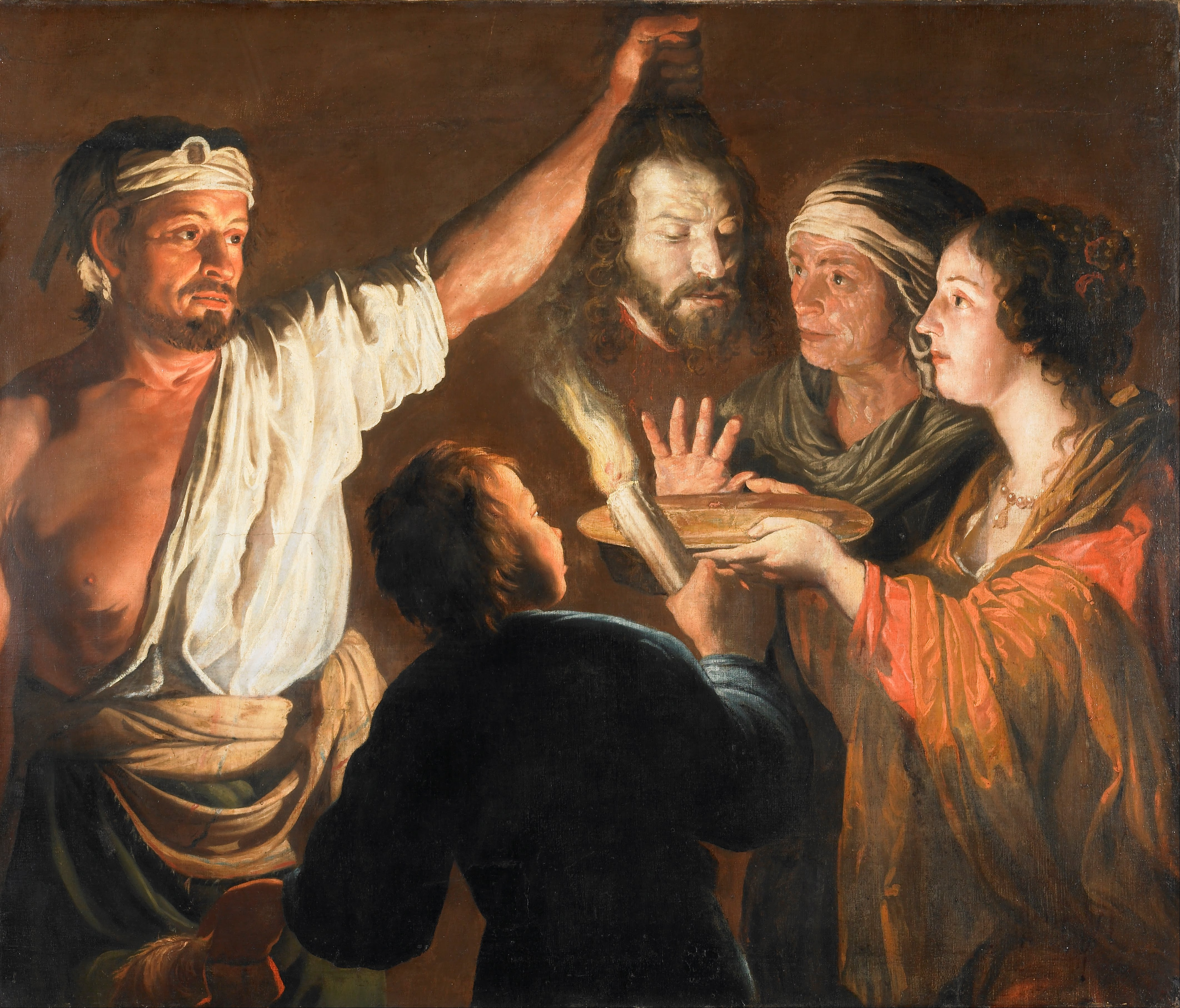
The Executioner with the Head of John the Baptist
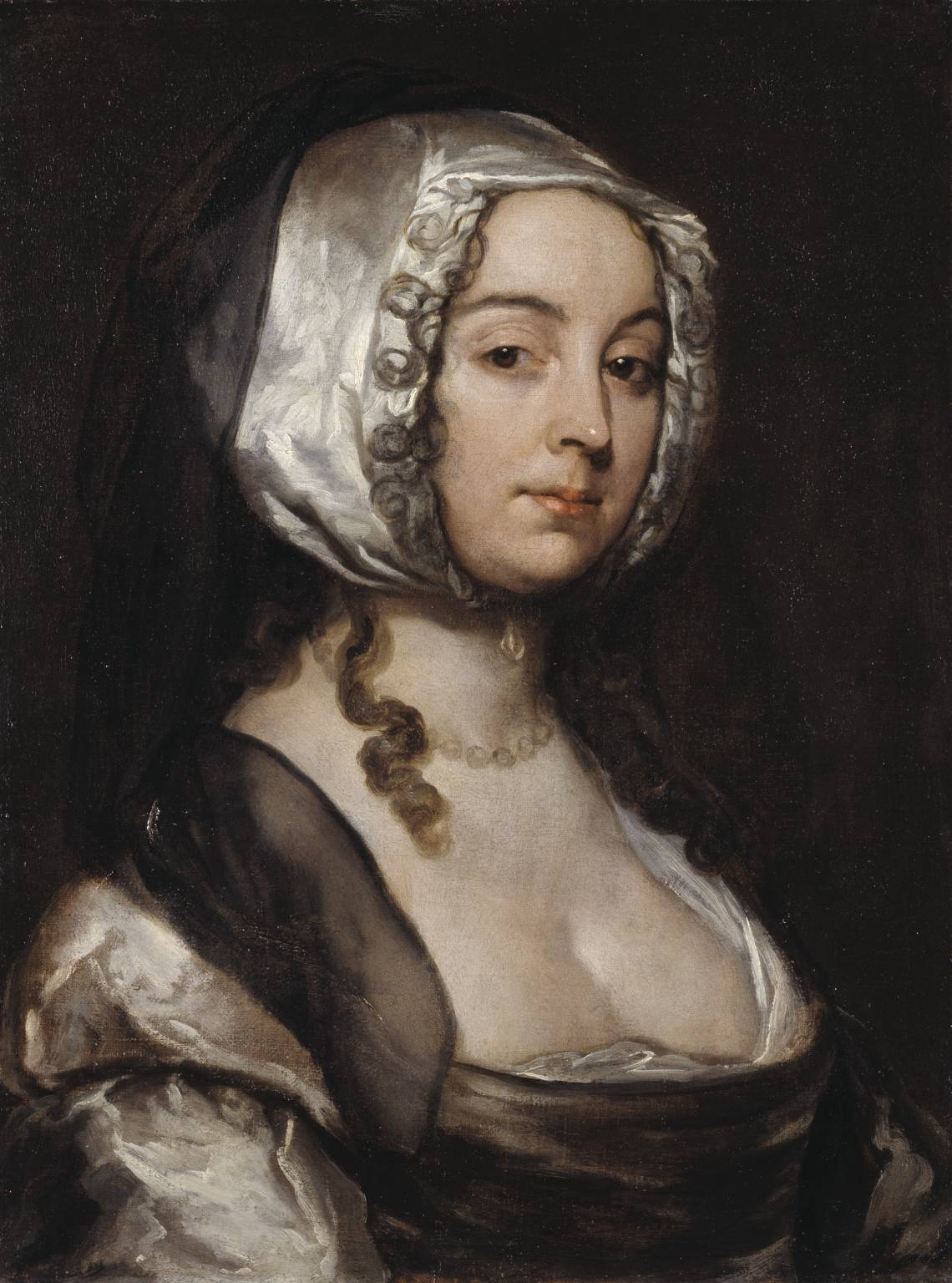
Portrait thought to be of the artist's second wife, Judith
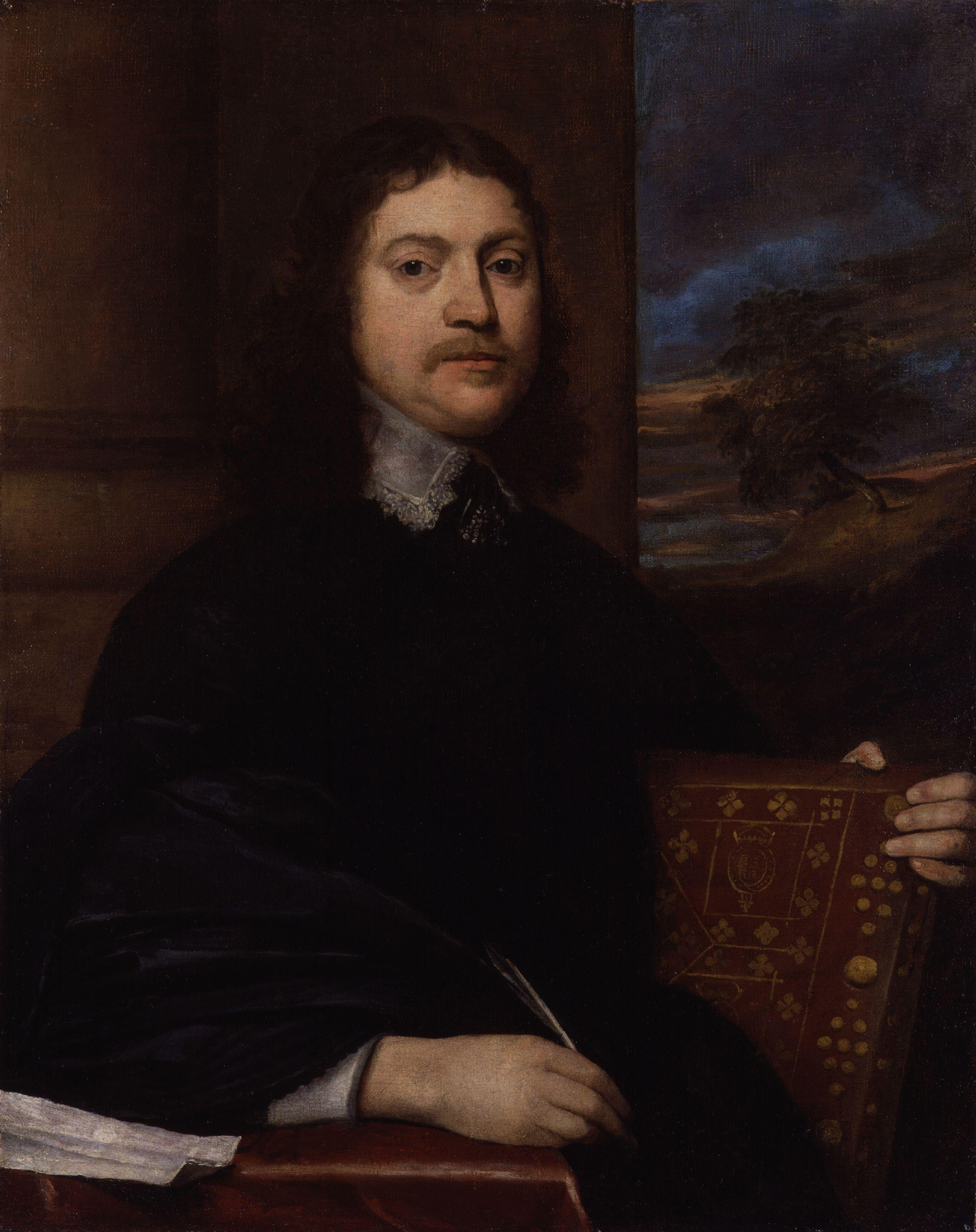
Probably Nicholas Oudart
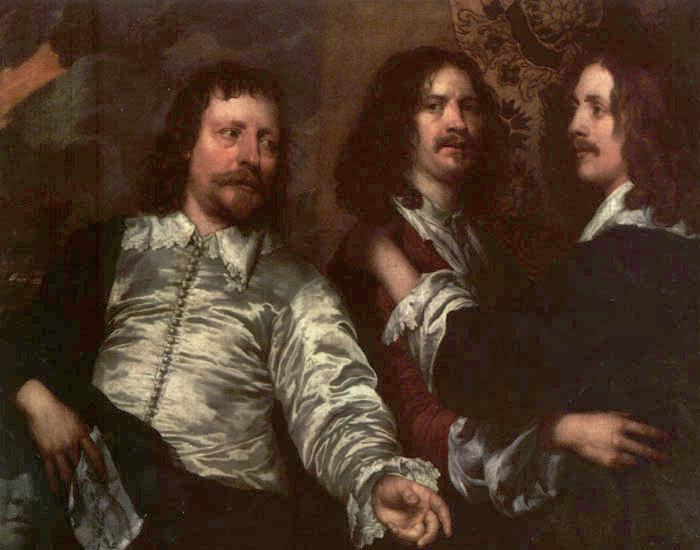
The Painter with Sir Charles Cottrell and Sir Balthasar Gerbier